# Petar Šegrt
Petar Šegrt (* 8. Mai 1966 in Đurđevac, SR Kroatien, SFR Jugoslawien) ist ein kroatischer Fußballspieler und -trainer.

## Karriere als Spieler
Šegrt wuchs in Baden-Württemberg in Deutschland auf, wo er seine Spielerkarriere 1984 beim FV Calw begann. Es folgten Engagements bei den Vereinen FV Plochingen, TSV Schwaikheim, SV Allmersbach, FC Walldorf und zuletzt 1993 bei den Amateuren des SV Waldhof Mannheim. Im Alter von 27 Jahren musste er seine Spielerkarriere verletzungsbedingt beenden.

## Karriere als Trainer
Nach seinem Karriereende als Fußballspieler erwarb Šegrt im November 1993 UEFA-B-Trainerlizenz. Im Juli 1995 absolvierte er in Hennef den Lehrgang für die die A-Trainerlizenz und im Oktober 2001 in Köln die UEFA Pro Lizenz.
Seine erste Trainererfahrung sammelte er von 1983 bis 1987 im Nachwuchs seines Heimatvereins FV Calw, 1996 wurde er Co-Trainer beim VfL Bochum, später auch beim MSV Duisburg und bei Waldhof Mannheim. 2001 wechselte er nach Österreich, wo er als Cheftrainer des DSV Leoben tätig wurde. 2003 übernahm er das Traineramt beim SV Ried; von 2004 bis 2006 trainierte er den Wiener Sportklub.
Ab Sommer 2006 arbeitete Šegrt als Scout für den georgischen Fußballverband, der ihn daraufhin ab Februar 2007 als Trainer der georgischen U-21-Nationalmannschaft einsetzte. Ein Jahr später war er zusätzlich als Teamkoordinator der A-Nationalmannschaft Georgiens tätig und fungierte 2008 kurzzeitig auch als Interimstrainer der Mannschaft. Danach wechselte er zu Bali Devata FC in die Indonesia Super League. Es folgten Engagements bei PSM Makassar in Indonesien und bei NK Zvijezda Gradačac in Bosnien, wo er 2015 entlassen wurde.
Am 1. November 2015 unterschrieb er einen Fünf-Jahres-Vertrag als Cheftrainer der afghanischen Nationalmannschaft. Šegrt führte die Mannschaft zur Vizemeisterschaft bei der Südasienmeisterschaft 2015 und als erster Trainer in die 3. Qualifikationsrunde der Asienmeisterschaft für das Turnier im Jahr 2019. Nach internen Streitigkeiten verließ er Anfang des Jahres 2017 die Nationalmannschaft. Seit 11. März 2018 war Šegrt Cheftrainer der maledivischen Nationalmannschaft. Am 7. Januar 2020 einigten sich Cheftrainer Petar Šegrt und der maledivische Verband auf eine einvernehmliche Vertragsauflösung. Anfang 2022 wurde er als neuer Nationaltrainer der tadschikischen Nationalmannschaft vorgestellt.